# Keetoowah Nighthawk Society

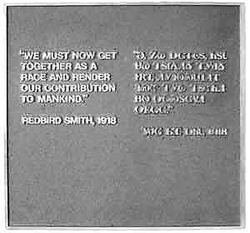
Gedenkteken in het Engels en het Cherokee met een uitspraak van het beroemde Keetoowah Society lid en Cherokee staatsman Redbird Smith.

De Keetoowah Nighthawk Society (ki-tu-wa in het Cherokee) vormde de spirituele kern van de Cherokee gedurende hun eerste jaren in de Oklahoma Cherokee cultuur, aan het begin van de 20e eeuw. Deze term dient niet verward te worden met de Cherokee stad Keetoowah in North Carolina, die in oude tijden bestond.

## Etymologie
Het woord "Keetoowah"is de naam van een oeroude Cherokee stad in het oostelijke Cherokee gebied, waar volgens archeologisch en cultureel bewijs de Cherokees 3000 jaar geleden oorspronkelijk vandaan kwamen na de migratie en integratie van verschillende groepen uit de Great Lakes Region en de Ozark Plateau Region van de Verenigde Staten.
Er bestaat ook bewijs in de moderne cultuur dat suggereert dat uit de Keetoowah een oude priesterklasse is voortgekomen die de Ah-ni-ku-ta-ni heet, en die duizenden jaren lang de religieuze leiders van de Keetoowah en de Cherokee gemeenschap waren.
Volgens Cherokeelegendes verhuisden groepen Cherokees, toen de populatie te groot werd voor de oorspronkelijk Keetoowah stad, naar nieuwe gebieden en stichtten ze daar nieuwe steden en gemeenschappen. De bewoners van de stad Keetoowah noemden zichzelf de "Keetoowah mensen". De plek waar deze stad in vervlogen tijden heeft gestaan is in het oosten van North Carolina. Keetoowah was een oude heuvelstad, en op die plek is ook de heuvel nog steeds zichtbaar. Heuvels bouwen werd niet alleen door de Cherokee gedaan, maar was een algemeen verdedigingsmiddel van vele culturen die rond de Mississippi leefden.
Sommige traditionele Cherokees beschrijven zichzelf als Ah-ni-ki-tu-wa-gi (wat in verschillende dialecten uit Oklahoma anders gespeld wordt, als Ki-tu-wa of Gi-du-wa) Keetoowah mensen. Het gebruik van het werkwoordsachtervoegsel "gi" suggereert dat het woord "een samenkomst of samenbrengen van het Ki-tu-wa volk" betekent, aangezien "gi" "combineren" betekent in het Cherokee. De meeste Cherokee sprekers van tegenwoordig kunnen het woord "Ki-tu-wa" niet meer vertalen, aangezien de betekenis van het woord verloren is gegaan. Ki-tu-wa betekent "demoederstad" of "het centrum (Het spirituele centrum)" in het oude Ah-ni-ku-ta-ni dialect. Het woord Ki-tu-wa-gi, zou daarom een religieuze of sociale samenkomst kunnen betekenen. Het vereren van de moederstad stond gelijk aan het vereren van Selu, de Cherokee Maïsmoeder uit de oude groene-maïsceremonie, een idee waarvan de hele Cherokeecultuur doordrongen is.
Tijdens de groene-maïsceremonie die door de Cherokee uitgevoerd wordt, is een van de twee dansen die uitgevoerd worden van oude traditionele oorsprong, en deze stamt uit de stad Keetoowah. De dans heet "ye-lu-le", wat "naar het midden" betekent. Tijdens deze dans roepen alle dansers "ye-lu-le" en bewegen ze naar het vuur in het midden van de heilige danskring. Deze dans symboliseert het verspreiden van het heilige vuur, dat volgens de oude legenden door de Schepper en de Donderwezens aan de Keetoowah gegeven werd. Bij groene-maïsceremoniën in de traditionele Cherokeegemeenschap werden de kolen van het centrale vuur in de stad naar alle Cherokeegemeenschappen gedragen, en gebruikt om de ceremoniële vuren in alle Cherokeesteden te ontsteken. De vuren in de huizen van die steden werden dan gedoofd voor de ceremonie, en vervolgens weer aangestoken met kolen van het ceremoniële vuur.

## Cultuur
De KJRH-TV documentaire "Spiit of the fire" legde de geschiedenis van de Keetoowah Nighthawk Society en het behoud van hun traditionele ceremoniën vast.

## Geschiedenis
De Cherokee Nation werd begin 19e eeuw door de Commissie Dawes verdeeld. De Commissie Dawes werd opgezet om assimilatie en het breken van stamoverheden in Oklahoma te forceren, door het idee van privégrondbezit te introduceren bij de vijf beschaafde stammen. De commissie deelde grote stukken land op in stamgebieden, in een poging om de traditionele overheden van de Cherokee uit te roeien, die op dat moment gebaseerd waren op een socialistische staatsvorm, waarin het land door de overheid beheerd werd. Ten gevolge van de programma's en het beleid van de Commissie Dawes, destabiliseerden de Cherokeecultuur en -gemeenschap, waarna deze strikt gecontroleerd werd door middel van presidentieel benoemde "Stamhoofden", die werden gereduceerd tot ambtenaren en vervolgens de wil van de regering opdrongen aan de individuele Cherokees. Dit alles als steun aan de pogingen van de federale overheid om assimilatie van de Cherokees te forceren.
Eind achttiende en begin negentiende eeuw werd Cherokeekinderen verboden hun eigen taal te spreken op gemeenschapsscholen die door de federale overheid opgezet werden. Met de tijd ging veel van de Cherokeecultuur verloren. De overgebleven Cherokee begonnen in deze tijd culturele gebruiken van andere stammen, die onder dwang naar dit gebied overgebracht waren, over te nemen en te integreren in hun gemeenschap.
Vele leiders en ouderlingen van de Cherokee vormden, als reactie op de "culturele erosie" die plaatsvond, een geheim genootschap, de Keetoowah Nighthawk Society, en beoefenden de samenkomsten en ceremoniën van het volk in het geheim, om censuur of represaille van de overheid te vermijden. Deze groep bewaarde veel van de cultuur, ceremoniën en geloofsstelsels van voor de Trail of Tears. Tegenwoordig is dit genootschap verdeeld, en niet meer geassocieerd met een specifieke Cherokee Nation, Band of stam. Leden van de onderdelen van het oorspronkelijke genootschap zijn geassocieerd met vele Cherokeegroepen in Oklahoma. Veel moderne groepen die beweren dat ze de oorspronkelijke Keetoowahcultuur vertegenwoordigen hebben christendom en andere geloven uit de nieuwe tijd en hun religieuze praktijken geïntegreerd.

## Redbird Smith
Redbird Smith was een invloedrijke Nighthawk, die vanaf halverwege de negentiende eeuw de traditionele spiritualiteit onder Cherokees nieuw leven inblies. Tegenwoordig zijn er zeven ceremoniële dansgronden in Oklahoma. In de tijd van Redbird Smith waren dat er meer dan twintig.
Redbird Smith zei in de 20e eeuw: 

"Ik heb altijd geloofd dat de Grote Schepper een groots ontwerp voor mijn mensen, de Cherokees, had. Dat is mij zo geleerd, en vanaf mijn kindertijd tot nu, in mijn volwassenheid, erken ik dat als een grote waarheid. Onze krachten zijn verstoord door externe machten. Misschien is dat slechts een oefening geweest, maar we moeten nu als ras samenkomen en ons deel aan de mensheid bijdragen. We zijn begiftigd met intelligentie, we zijn loyaal en we zijn spiritueel, maar we zien de missie van de Cherokee op aarde niet, want geen enkel mens en geen enkel ras krijgt deze gaven zonder een vooraf bedacht doel... Onze trots op onze voorouderlijke erfenis geeft ons het grote voorrecht om iets waardevols aan onze nakomelingen na te laten. Het is deze trots op onze voorouders die mannen sterk en loyaal maakt voor hun doel in het leven. Het is diezelfde trots die maakt dat mensen alles opgeven voor hun overheid."

## Historische wetenswaardigheden over de Keetoowah Nighthawk Society
140 jaar geleden kwam een aantal traditionele Cherokees samen om de Keetoowah Nighthawk Society op te richten. Deze organisatie bestaat nog steeds ne staat nu bekend als Nighthawk Keetoowahs, en ze komen samen op rituele dansgrond in de buurt van Vian. Op de vooravond van de Amerikaanse Burgeroorlog kwamen de Nighthawk Keetoowahs samen, en schreven in hun statuten welbespraakt de kwestie op waarvoor de Cherokees zich geplaatst zagen. In 1860 schreef de Keetoowah Nighthawk Society: 
 We moeten ons onder geen enkele omstandigheid overgeven totdat we gezamenlijk op de grond vallen. We moeten elkaar bij de hand nemen met al onze kracht. Onze regering wordt verwoest. We moeten onze moed verzamelen om dit tegen te houden.
...Enkele leden van het genootschap zijn in het geheim samengekomen, en hebben de toestand van het land waarin zij leven besproken. De naam Cherokee was in gevaar. De Cherokee Nation stond op het punt uiteen te vallen. Het leek de bedoeling onze Cherokee Nation te verdrinken en vernietigen. m die reden zijn we gestopt met onszelf verdelen, of anders verliezen we voor eeuwig de naam Cherokee. We moeten elkaar liefhebben en ons houden aan verdragen met de federale overheid. We moeten ze in ons hart koesteren. Daarnaast moeten we ons ook houden aan verdragen die we met andere volken sluiten. Ten derde moeten we ons houden aan onze grondwet en wetten, en de naam van de Cherokee Nation hoog houden.

In 1861 Schreef de Keetoowah Nighthawk Society een bepaling, waarin stond:

"Mocht er door de Head Captains een belangrijke en dringende boodschap ontvangen worden van het hoofd van de Cherokee Nation, dan zal het de plicht van de Head Captains zijn om deze door te sturen naar alle delen van de Cherokee Nation. Mocht iemand, of iemand van ons Keetoowah het verzoek krijgen of gekozen worden om een bericht voor hen te brengen, dan zal hij gewillig en zonder aarzelen deze verantwoordelijkheid op zich nemen."

Veel Cherokeegroepen noemen zichzelf nog steeds de "Keetoowah People." De oorspronkelijke naam voor de Cherokee was ah-ni-yv-wi-ja, wat het menselijke volk betekent.

"In Georgia waarvandaan de Cherokees oorspronkelijk in 1838 en 1839 naar het indianenreservaat, was de oude Keetoowah-groep (de stad Keetoowah) al in 1835 aan het uitsterven." 
Aldus John Springston in de Tulsa Tribune van 28 december 1928.

Springston had als klerk en rechtbankverslaggever gewerkt in het Saline District, en was lid van de Keetoowah Society.

"Begin twintigste eeuw merkten antropologen op dat Cherokees zichzelf bij ceremoniën vaak Ki-tu-wa-gi noemen."
(James Mooney, in Myths of the Cherokees, 19e jaarverslag van het Bureau of American Ethnology, Washington Government Printing Office, 1900, pagina 15)

De legendes van de Ki-tu'-wa zeggen dat deze naam ontvangen werd nadat zeven van de meest wijze mannen (zeven priesters van de ah-ni-ku-ta-ni) onder de oude Cherokees naar de hoogste bergtop gegaan waren en zeven dagen en nachten lang gevast hadden, en gebeden om wijsheid. Deze bergtop heet vandaag de dag "Clingmans dome." Op de zevende avond zei de Schepper tegen hen:"u zult Ki-tu-wa zijn."